# アスカリ (駆逐艦)
アスカリ（Ascari、スワヒリ語、ペルシア語、ソマリ語、スワヒリ語で「兵士」の意）は1930年代から1940年代初頭にかけて19隻建造されたイタリア王立海軍のソルダティ級駆逐艦の1隻。12隻就役した第一系統グループの最後の艦として1939年半ばに完成した。

## 設計と詳細
ソルダティ級駆逐艦は前級のアルフレード・オリアーニ級の小改良したものである。同級の垂線間長は101.6m、全長は106.7mである。全幅は10.15mであり、平均喫水3.15m、満載喫水は4.3mとなる。ソルダティ級の基準排水量は1,850 - 1,880トン、満載排水量は2,490 - 2,590トンとなる。戦時乗組定員は将校および兵員合わせて206名となる。
アスカリは3基のヤーロウ式ボイラーから供給される蒸気を用い、それぞれが一軸のプロペラシャフトを駆動する2基のパーソンズ製ギアード蒸気タービンを動力源としている。最大軸出力48,000shp（36,000kW）および34 - 35ノットで設計されたソルダティ級は、海上公試では軽積載で39 - 40ノットに達した。同級は速度14ノットで2340カイリ、速度34ノットでは682カイリの航続距離を得るのに十分な燃料を搭載できた。
アスカリの主砲は計4門の50口径120㎜砲を、上部構造前後に配置された2基の2連砲塔に搭載していた。船体中央のプラットフォームには15口径120㎜照明弾発射砲を搭載していた。ソルダティ級の対空防御は8門のブレダM35 20mm機関砲が担っていた。船体中央部に3連装2基6門の533mm魚雷発射管を備えていた。対潜戦用のソナーは装備していなかったが一対の爆雷投射機を備えていた。同艦には48発の機雷を搭載することもできた

## 建造と艦歴
アスカリはリヴォルノのOTO造船所で建造され、1937年12月11日に起工され、1938年7月31日に進水、1939年5月6日に竣工した。同艦は就役したソルダティ級第一系統（戦前）グループの最後の艦だった。
イタリアが1940年6月10日に第二次世界大戦に参戦した際、アスカリは同型艦のランチエーレ、コラッツィエーレ、カラビニエーレとともに第12駆逐艦部隊を構成していた。6月11日にアスカリと同型艦はシチリア海峡の偵察任務に出動した。
1940年7月9日にアスカリと第12駆逐艦部隊各艦はカラブリア沖海戦に参加し、戦闘の終盤にイギリスの地中海艦隊を魚雷攻撃する命令を受けた。アスカリは英巡洋艦に向けて魚雷を発射したが命中しなかった。
7月後半から8月前半にかけて、アスカリはリビアへの大規模な護送船団、「T.V.L.」作戦の護衛部隊の一員だった。
10月5日にアスカリと第12駆逐艦部隊各艦はドデカネス諸島を目指す護送船団（CV作戦）の護衛部隊の一部としてターラントを出航したが、同作戦は地中海東部でイギリスの戦艦を偵察機が発見したことから中止された。1940年11月26日～27日、アスカリはスパルティヴェント岬沖海戦に参加した。戦闘中にランチエーレが巡洋艦マンチェスターの6インチ砲弾を被弾し航行不能となった。アスカリは自力では動けない艦をカリャリへと曳航した。
1941年2月にイタリアと北アフリカの間の護送船団作戦に参加し、2月25日に潜水艦アップライトから魚雷攻撃を受けて沈没した軽巡洋艦アルマンド・ディアスの生存者を救助した。1941年3月26日～29日にかけてアスカリと第12駆逐艦部隊各艦はマタパン岬沖海戦で第3巡洋艦隊の巡洋艦を護衛した。
1941年3月から9月にかけて、アスカリはイタリア - リビア間の数多くの護送船団を護衛した。だいたいの船団輸送は成功したが、1941年5月24日に兵員輸送船コンテ・ロッソが英潜水艦アプホルダーから雷撃されて沈没し、1,300名近くの損失が出た。
1941年9月23日にアスカリと同型艦はマルタ沖に機雷源を敷設し、続けてイギリスの護送船団を阻止するための第3および第8巡洋艦隊の行動に参加したが不首尾に終わった。
12月13日にイタリア - リビア間の大規模な護送船団作戦である「M.41」に合流したが、同作戦は航空機および潜水艦からの猛攻にあって失敗した。12月16日にリビアへの別の大規模護送船台作戦、「M.42」に参加し、マルタへ向かう連合国の護送船団の護衛と短時間遭遇したにもかかわらず成功裏に終わった。この時の戦闘行動は第1次シルテ湾海戦として知られている。
1942年の1月から3月にかけて、成功裏に完了したさらに4回のリビアへの大規模護送船団作戦、「M.43」、「T.18」、「K.7」および「V.5」に参加した。この作戦中の唯一の損失は1942年1月24日に連合国の雷撃機によって沈められた兵員輸送船ヴィクトリアだった。アスカリは輸送船からの生存者を救出した。3月21日から22日には第2次シルテ湾海戦に参加した。
1942年1月13日～15日に第10駆逐艦部隊に編入され、第7巡洋艦部隊および第14駆逐艦部隊とともに、マルタへのイギリスの護送船団「ハープーン作戦への攻撃に参加した。続く戦闘ではアルフレード・オリアーニとともにイギリスの護衛駆逐艦と交戦し、ベドウィンに命中させ、そのあとで枢軸軍の航空攻撃で航行不能となっていた油槽船ケンタッキーおよび蒸気船バルドワンにとどめを刺した。研究者のフランチェスコ・マテッシーニはアスカリが漂流していたバルドワンを2発の魚雷で沈めたと述べている。1942年後半から1943年前半の間、イタリアとチュニジアの間での護衛及び兵員輸送任務とともにシチリア海峡で数多くの機雷敷設任務に従事した。
1943年3月23日にドイツ兵をチュニスへ運ぶためにパレルモを出航し、洋上でやはりドイツ兵を載せいている同型艦のカミチア・ネーラおよび他の2隻の駆逐艦、レオーネ・パンカルドおよびランツェロット・マルチェッロと合流した。3月24日0718時、ランツェロット・マルチェッロがボン岬半島の北44.8kmでアブディールが設置した機雷に触れて航行不能となった。当初は魚雷攻撃を受けたものと考え、アスカリ艦長で駆逐艦部隊指揮官のマリオ・ジェリーニ中佐はレオーネ・パンカルドとカミチア・ネーラにチュニスへと進むよう命じ、90分後に沈没したマルチェッロを救おうとした。しかしながら、マルチェッロの生存者を救助している最中にアスカリも3発の機雷に触雷し、艦首と艦尾を失い、最終的に1312時にゼンブレッタの北約40kmで沈没した。ビゼルトおよびパンテッレリーアから送られ数隻のMAS艇が沈没の4時間後に到着したが、アスカリ搭乗の533名の兵員および乗組員のうち、救助できたのは59名だけだった。ジェリーニ艦長は乗組員193名のおよびドイツ兵280名とともに行方不明となった。

## 参考資料
- Brescia, Maurizio (2012). Mussolini's Navy: A Reference Guide to the Regina Marina 1930–45. Annapolis, Maryland: Naval Institute Press. ISBN 978-1-59114-544-8
- Fraccaroli, Aldo (1968). Italian Warships of World War II. Shepperton, UK: Ian Allan. ISBN 0-7110-0002-6
- Gardiner, Robert & Chesneau, Roger (1980). Conway's All The World's Fighting Ships 1922–1946. London: Conway Maritime Press. ISBN 0-85177-146-7
- Rohwer, Jürgen (2005). Chronology of the War at Sea 1939–1945: The Naval History of World War Two (Third Revised ed.). Annapolis, Maryland: Naval Institute Press. ISBN 1-59114-119-2
- Whitley, M. J. (1988). Destroyers of World War 2: An International Encyclopedia. Annapolis, Maryland: Naval Institute Press. ISBN 1-85409-521-8